# David Burgess
David Burgess (* 21. Dezember 1977 in Crystal City, Manitoba) ist ein ehemaliger kanadischer Eishockeyspieler.

## Karriere
Der Center begann seine aktive Laufbahn im Eishockeyteam der McGill University, für die er in den folgenden fünf Jahren in der CIAU und CIS auflief. Dabei absolvierte Burgess insgesamt 127 Partien und erzielte 190 Scorerpunkte. Nachdem er sein Studium beendet hatte, schloss er sich den Muskegon Fury aus der United Hockey League an. Nachdem der Angreifer 16 Partien absolviert und ebenso viele Punkte für Muskegon Fury erzielt hatte, ging er zur Saison 2003/04 für die Adirondack IceHawks aufs Eis. Nachdem der Kanadier eine Spielzeit als Stammspieler bei den IceHawks verbracht hatte, wurde das Franchise unter neuen Besitzern als Adirondack Frostbite weitergeführt.
Innerhalb Jahresfrist gelang es Burgess seine Punkteausbeute mehr als zu verdoppeln, sodass er in der Saison 2004/05 bei 86 absolvierten Partien insgesamt 74 Punkte verbucht hatte. Im Sommer 2005 verließ er das Team und unterzeichnete beim dänischen Verein SønderjyskE Ishockey. In seiner ersten Saison bei SønderjyskE Ishockey gewann der Center mit dem Team die dänische Meisterschaft, im Folgejahr wurde der dritte Rang erreicht. Danach lief der Angreifer jeweils ein Jahr für den SG Pontebba in der italienischen Serie A1, den EV Füssen in der Eishockey-Oberliga sowie für den niederländischen Verein Ruijters Eaters Geleen in der Eredivisie aufs Eis. Dabei gewann Burgess in der Saison 2009/10 mit den Eaters Geleen den Beker Cup, den niederländischen Pokalwettbewerb.
Im September 2010 unterzeichnete Burgess einen Vertrag beim EHC Dortmund, kehrte aber ein Jahr später zu den Eaters Geleen zurück. 2013 beendete er dort seine Karriere.

## Erfolge und Auszeichnungen
- 2006 Dänischer Meister mit SønderjyskE Ishockey
- 2010 Gewinn des Beker Cup mit den Ruijters Eaters Geleen